# Dragon Racing
Dragon Racing is een Amerikaans raceteam dat deelneemt aan de IndyCar Series. Voor 2010 had het team de naam Luczo Dragon Racing. Het werd in 2007 opgericht door Stephen J. Luczo en Jay Penske, zoon van Penske Racing eigenaar Roger Penske. In 2010 werd Gil de Ferran mede-eigenaar. Er werd in 2007 alleen op Indianapolis gereden. Het reed in 2008 zes races in het kampioenschap met coureur Tomas Scheckter. In 2009 en 2010 nam het team  deel aan het kampioenschap met Braziliaanse Indy Lights kampioen van 2008 Raphael Matos. Sébastien Bourdais en Katherine Legge rijden in 2012 bij het team.
In 2014 verliet het team de IndyCar Series om vanaf het seizoen 2014-2015 deel te nemen aan het elektrische kampioenschap Formule E, met Jérôme d'Ambrosio en Mike Conway als coureurs.

## Coureurs
- Ryan Briscoe (2007)
- Tomas Scheckter (2008)
- Raphael Matos (2009-2010)
- Davey Hamilton (2010)
- Paul Tracy (2011)
- Ho-Pin Tung (2011)
- Sébastien Bourdais (2012)
- Katherine Legge (2012)
- Oriol Servià (2014)
- Jérôme d'Ambrosio (2014-2018)
- Loïc Duval (2014-2017)
- Mike Conway (2017)
- Neel Jani (2017)
- José María López (2017-2019)
- Maximilian Günther (2019)
- Felipe Nasr (2018)
- Nico Müller (2019-2021)
- Brendon Hartley (2019)
- Sérgio Sette Câmara (2019-2022)
- Joel Eriksson (2021)
- Antonio Giovinazzi (2022)